# Steijn Schothorst
Steijn Schothorst (Blaricum, 14 de octubre de 1994) es un piloto de automovilismo neerlandés. Es hijo de Jeroen Schothorst, hermano de Pieter Schothorst y sobrino de Bas Schothorst. Todos activos en el automovilismo neerlandés.

## Carrera
En 2009 Steijn Schothorst se convirtió en segundo en el Campeonato de Karting de los Países Bajos con un RK1 en la clase RK1-Junior. En 2010, él, de 15 años, fue nombrado KNAF Talent First. Ese mismo año participó en la Copa Formido Swift con Coronel Racing, el equipo de carreras de Tim Coronel y Tom Coronel, entre otros. En 2011 sucede a su hermano Pieter Schothorst en el equipo de Fórmula Ford de Geva Racing y ese año será tercero en el Campeonato del Benelux.
En el campeonato mundial "no oficial" (Festival de Fórmula Ford) de 2011, Schothorst ocupa el segundo lugar, a 0.427 segundos del ganador.
En 2012, Schothorst ocupó el quinto lugar en la Copa de Europa del Norte de Fórmula Renault para Manor Motorsport. También participó en varias competiciones de la Eurocopa de Fórmula Renault, en las que también participó su hermano Pieter Schothorst.
Durante la temporada de invierno 2012-2013 Schothorst viajó a Nueva Zelanda para participar en las Toyota Racing Series. Durante las 5 carreras, en circuitos desconocidos para él, finalmente logró asegurar un cuarto lugar en la clasificación final. Incluso logró ganar la primera manga de la carrera 5 en Manfeild, al tomar la delantera en la salida y no soltarse. Un buen detalle fue que el hermano Pieter también participó una vez.
Después de la temporada 2014, en la que Schothorst terminó cuarto en la Fórmula Renault 2.0 NEC, pasó de las carreras de fórmula a los autos deportivos y condujo para Equipe Verschuur en el Renault Sport Trophy. Detrás de Andrea Pizzitola terminó segundo en la clase Elite, mientras que fue decimocuarto en el Endurance Trophy junto con Jeroen Schothorst.
En 2016 Schothorst hará su debut en la GP3 Series para Campos Racing. Con dos quintos puestos en Silverstone y el Circuito Internacional de Sepang como los mejores resultados, se convirtió en el mejor piloto de Campos del campeonato con un decimotercer puesto, sumando 36 puntos.
En 2017 Schothorst regresa a GP3, pero cambia al equipo Arden International.
Schothorst tiene una relación con la presentadora y actriz Sylvana IJsselmuiden.